# Чепусов, Дмитрий Леонтьевич
Дми́трий Лео́нтьевич Че́пусов (20 октября 1924 — 25 июля 2001) — участник Великой Отечественной войны, командир орудия 220-го гвардейского истребительно-противотанкового артиллерийского полка 48-й армии 1-го Белорусского фронта, Герой Советского Союза, гвардии сержант.

## Биография
Родился на хуторе Кузьмичи Ленинского уезда (в последующем — Краснослободского района, ныне — в Среднеахтубинском районе Волгоградской области) в крестьянской семье. Русский. Окончил 4 класса. Работал в колхозе.
В Красной армии с июня 1942 года. В действующей армии с июля 1942 года. Сражался на Сталинградском, 1-м, 2-м, 3-м Белорусских фронтах. Командир орудия 220-го гвардейского истребительно-противотанкового артиллерийского полка (48-я армия, 1-й Белорусский фронт) гвардии сержант Дмитрий Чепусов особо отличился при ликвидации минского «котла». 4 июля 1944 года в бою у деревни Узляны, что юго-восточнее столицы Белоруссии — города Минска, в составе десантной группы в тылу противника, Чепусов с вверенным ему орудийным расчётом перерезал шоссе; участвуя в составе артиллерийской батареи в отражении шести атак неприятеля, уничтожил миномёт, четыре пулемёта и около полутора сотен солдат и офицеров вермахта. Гвардии сержант Д. Л. Чепусов неоднократно поднимал расчёт в контратаку.
Указом Президиума Верховного Совета СССР от 22 августа 1944 года за образцовое выполнение боевых заданий командования на фронте борьбы с немецкими захватчиками и проявленные при этом мужество и геройство гвардии сержанту Чепусову Дмитрию Леонтьевичу присвоено звание Героя Советского Союза с вручением ордена Ленина и медали «Золотая Звезда» (№ 3093).
После войны некоторое время продолжал службу в армии. Член ВКП(б) с 1946 года. В 1947 году старшина Д. Л. Чепусов демобилизован. Жил на родине. Работал в Управлении Волго-Ахтубинской оросительной системы. Скончался 25 июля 2001 года.

## Награды
- Медаль «Золотая Звезда» (№ 3093) и орден Ленина (22.8.1944)
- Орден Отечественной войны I степени
- Медали, в том числе[2]:
  - «За отвагу» (3.08.1943)
  - «За оборону Сталинграда» (22.12.1942)
  - «За взятие Кёнигсберга» (9.06.1945)
  - «За победу над Германией» (09.05.1945).

## Память
- Похоронен на центральном кладбище в городе Волжский Волгоградской области.
- В Узлянах (Пуховичский район, Минская область) установлен мемориал на месте боя батареи капитана А. К. Леонтюка. За бой у деревни Узляны Пуховичского района все 49 бойцов 5-й батареи были отмечены орденами. Гвардии капитану Антону Леонтюку, старшине Афанасию Черняку, старшине Дмитрию Чепусову, старшине Ефрему Курочкину и младшему сержанту Василию Токареву (посмертно) присвоили звание Героев Советского Союза[3]. Их барельефы размещены на мемориале.

Мемориал на месте боя в Узлянах
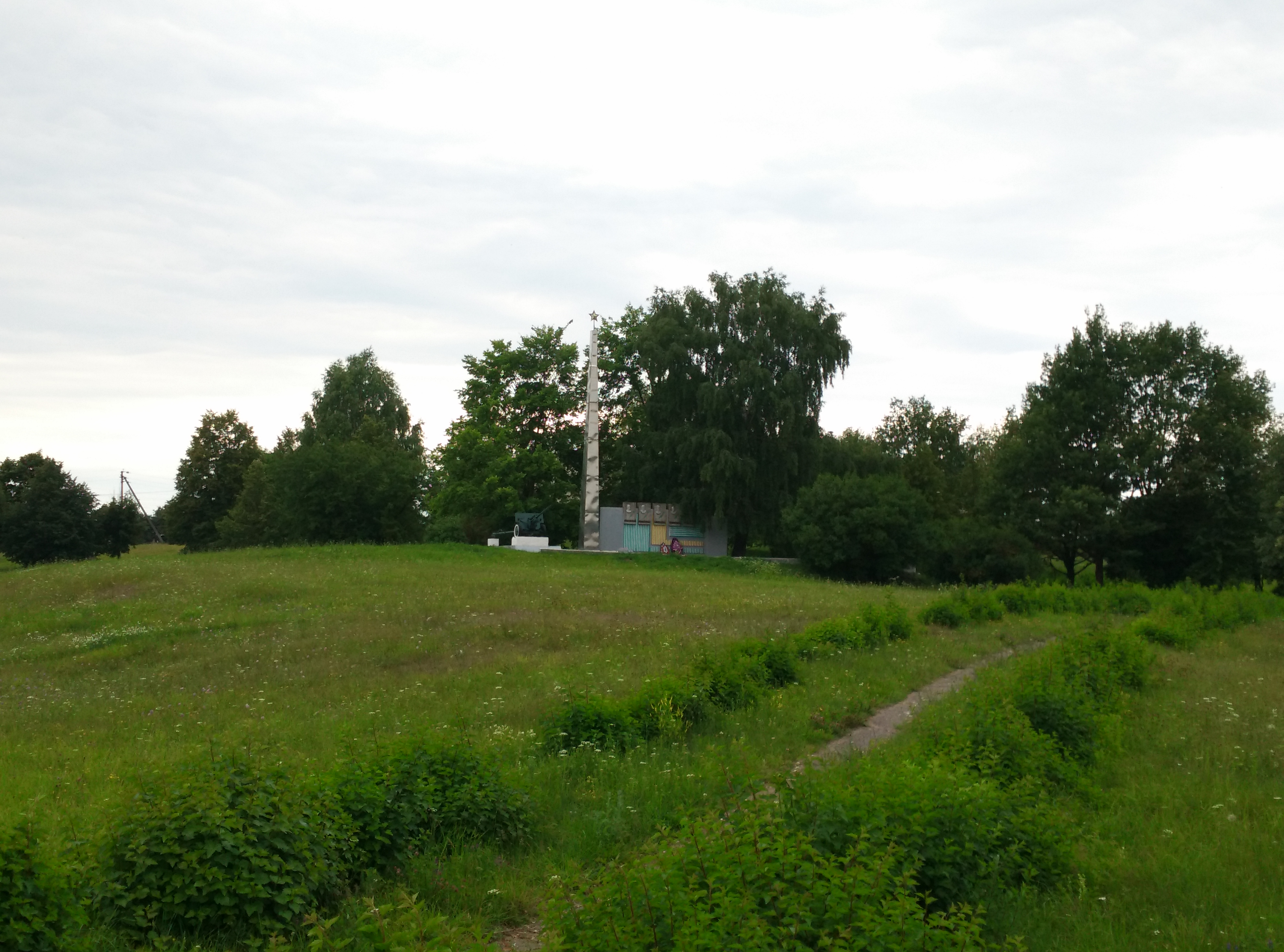
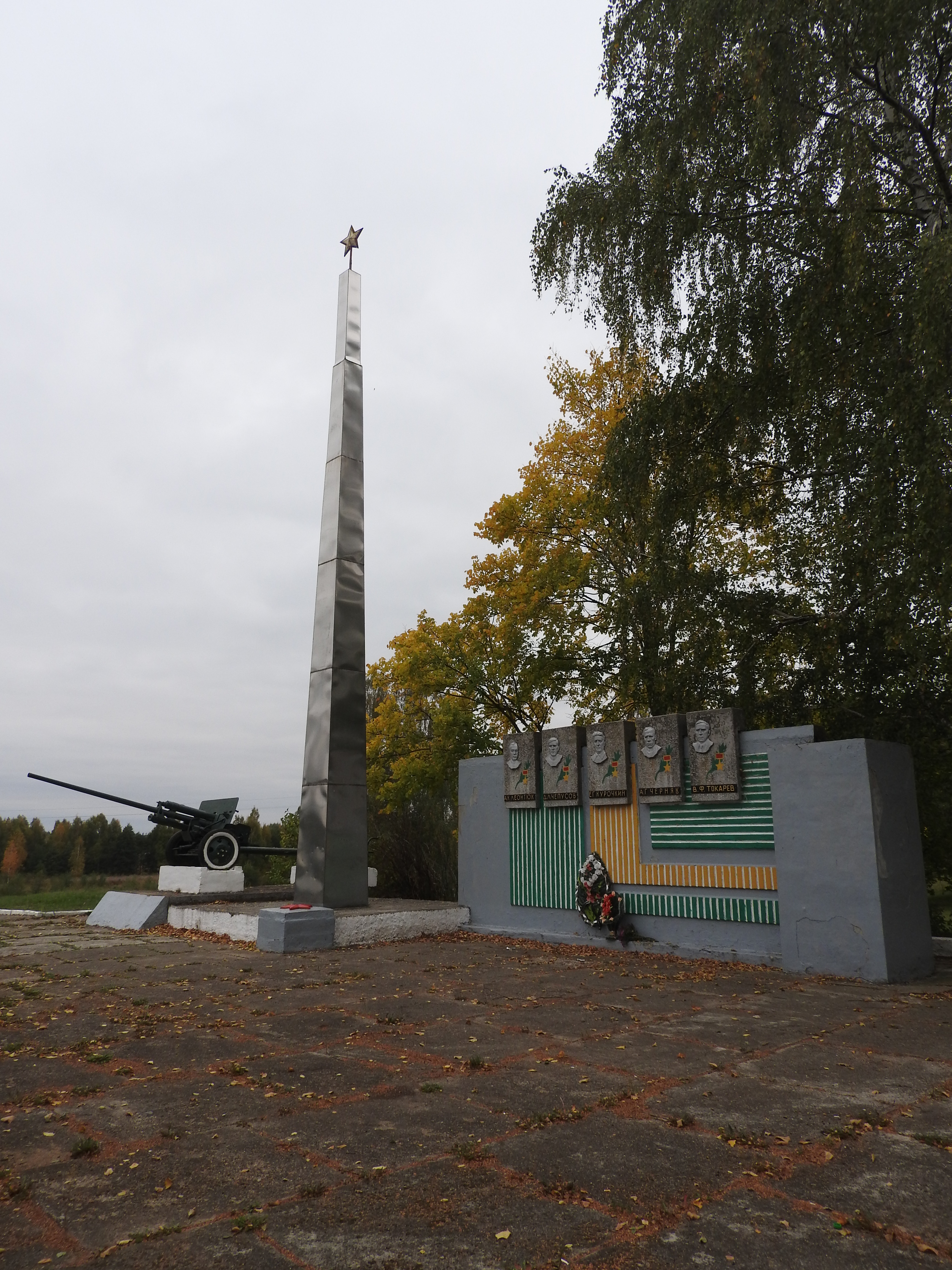
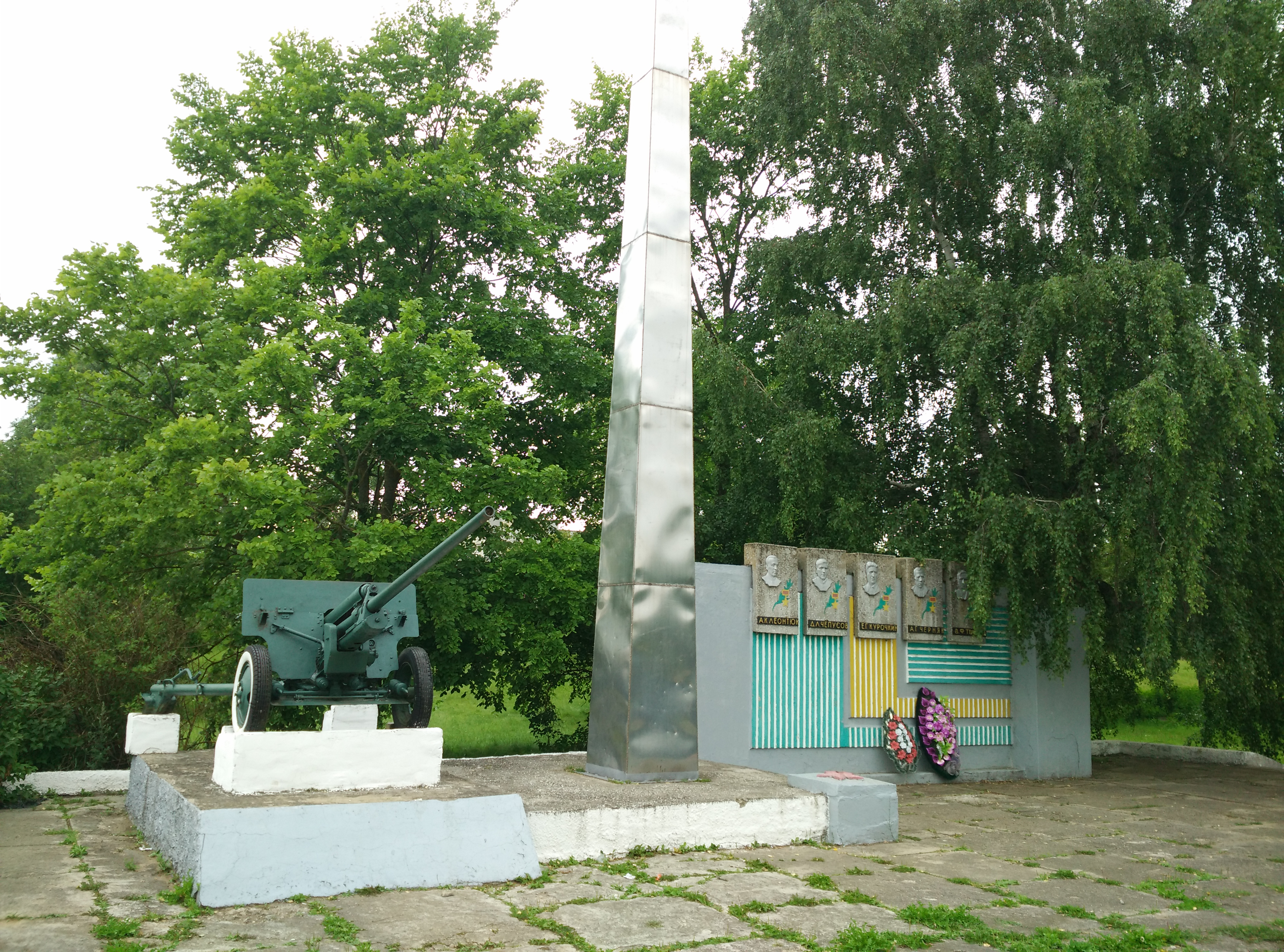
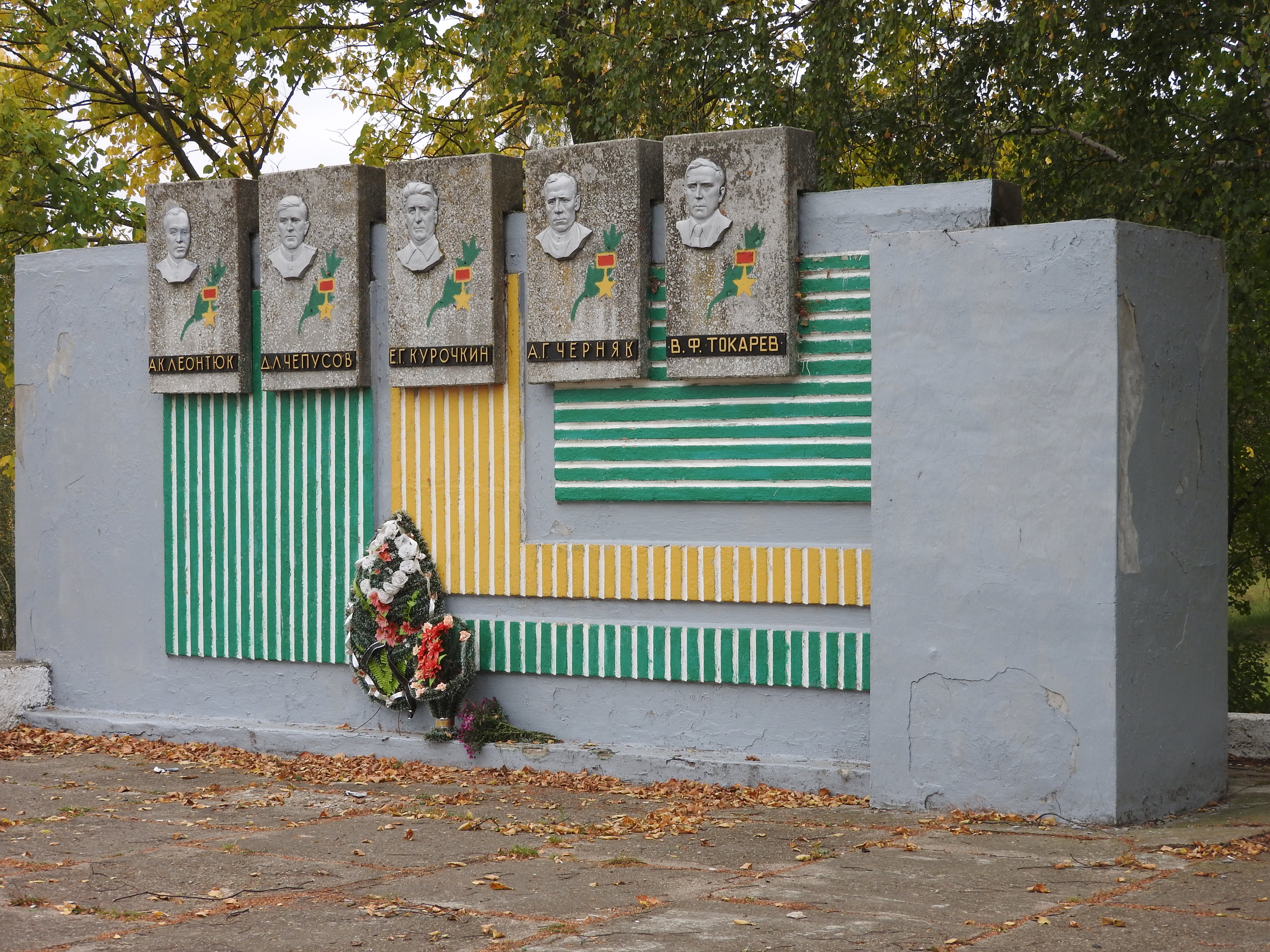
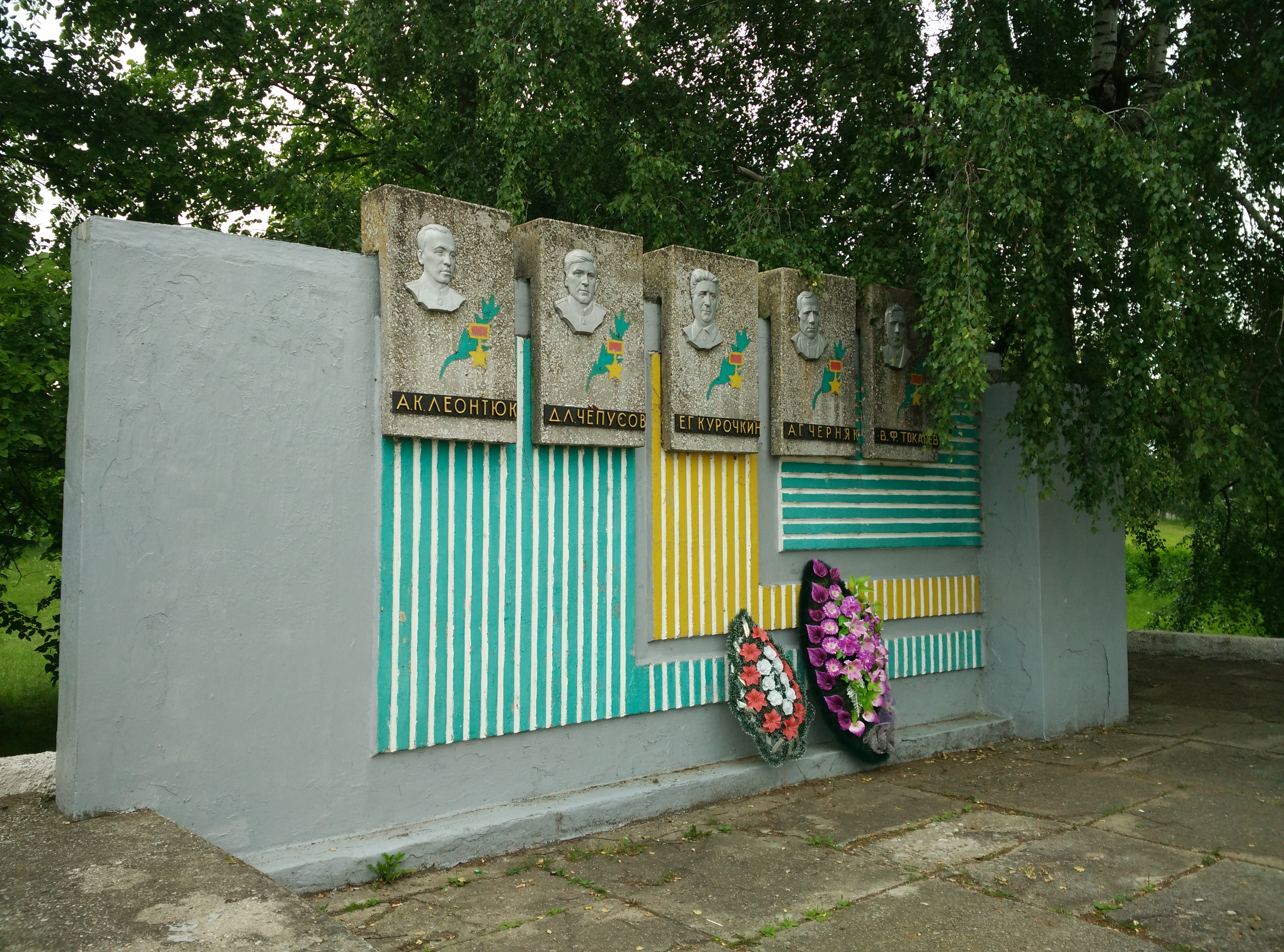